# Escudo de Amazonas (Brasil)
El escudo del estado de Amazonas fue creado por el Decreto n. 204 del 24 de noviembre de 1897, aunque su uso sea anterior a 1892, donde aparece en la colección de leyes estatales ese año. Presenta como característica principal la confluencia de los ríos Negro y Amazonas.
Significados:
- LA ELIPSE: Significa los ríos, Solimões y Negro, en la confluencia formando a partir de este punto, el río Amazonas.
- EL CAMPO AZUL: Retrata el cielo brasileño.
- LA UNIÓN DE LOS RÍOS: Atravesado por un gorro frigio, representa nuestra lealtad para con la República.
- EL CAMPO VERDE: Refleja nuestros bosques.
- EL ENTRELAZADO: Recuerda la génesis de nuestra grandiosidad.
- LA CORRIENTE DE HIERRO, ENVOLVIENDO LA ELIPSE: Representa la estabilidad de la autonomía política en el Amazonas.
- LOS EMBLEMAS DE NAVEGACIÓN, LIGADOS POR UN LAZO VERDE CON DOS PUNTAS DOBLADAS, FLOTANDO EN LA CORRIENTE EN LA PARTE DE ABAJO - se lee la inscripción 22 de junho de 1832 (22 de junio de 1832), fecha en que la antigua comarca del Amazonas se proclamó (por armas) como provincia independiente.
- EN LA PUNTA IZQUIERDA - 21 de novembro de 1889 (21 de noviembre de 1889) día en el que el estado se unió a la gran revolución del 15 de noviembre del mismo año.
- EL ÁGUILA AMAZÓNICA: De alas abiertas, las uñas curvas y el pico entreabierto, simboliza la grandeza, la fuerza de nuestra pujanza.
- Del lado derecho del escudo: Sobresalen los emblemas de la industria.
- Del lado izquierdo del escudo: Naciendo del ancla, los emblemas del comercio y agricultura.

- Datos: Q9666043